# Moffett Field
Moffett Field, oftewel Moffett Federal Airfield, is een vliegveld in het westen van de Verenigde Staten. Het is gelegen tussen Mountain View, Sunnyvale en de zuidpunt van de Baai van San Francisco, in het dal Santa Clara Valley oftewel Silicon Valley, in het kustgebied van de staat Californië.
Aanvankelijk werd Moffett vanaf 1933 alleen als militair vliegveld gebruikt, later ook voor andere doelen. Het vliegveld is eigendom van de Amerikaanse lucht- en ruimtevaartorganisatie NASA, die er een onderzoeksinstituut, Ames Research Center, met tegenwoordig 2500 medewerkers, heeft, daar gevestigd in 1939 (toen door de voorloper van de Nasa).
Sinds 1985 is de (oudste) windtunnel uit 1955 van de Nasa beschermd als National Historic Landmark. Een deel van het vliegveld, van 50 hectare, met drie grote hangars is in 1994 aangewezen als Historic district.
Er is een museum over de geschiedenis van de luchtvaart en van het vliegveld (Moffett Field Historical Society Museum). Ook heeft de Nasa een museumachtig bezoekerscentrum, met informatie over ruimtevaart en het onderzoekswerk van de Nasa.
Sinds 2008 heeft het internetbedrijf Google een deel van het terrein in gebruik (in erfpacht/lease).
Op het terrein van het vliegveld liggen drie haltes van de sneltramlijn Mountain View-Winchester (groene lijn, 902) van de VTA Light Rail.